# Vallesia spectabilis
Vallesia spectabilis là một loài thực vật có hoa trong họ La bố ma. Loài này được E.Mey. ex J.F.Morales miêu tả khoa học đầu tiên năm 1998.